# (6583) Destinn
(6583) Destinn (1984 DE) – planetoida z grupy pasa głównego asteroid okrążająca Słońce w ciągu 4,35 lat w średniej odległości 2,66 j.a. Odkryta 21 lutego 1984 roku.